# ジョン・ウィルバー
ジョン・ウィルバー(John Benson Wilbur)は、アメリカ合衆国の科学者、技術者である。
1934年、マサチューセッツ工科大学の助教授に就任し、アナログ計算機の研究者として知られているヴァネヴァー・ブッシュの元で計算機の研究を行う。1936年 9元立までの連立一次方程式を解くアナログ計算機を作り出した。

## 歴来
- 1926年　マサチューセッツ工科大学で土木工学科の助手に就任し1928年まで務めた[1]。
- 1930年　同大学の講師に就任[1]。
- 1934年 同大学の助教授に就任する[1]。
- 1936年 9元立までの連立一次方程式を解く連立方程式求解機を完成させる(Wilbur 1936)。
- 1937年 The Review of Economics and Statistics 誌にて Interrelation of Prices, Output, Savings, and Investment (Leontief 1937)を発表した[2]。

## 著作
1922年、フランク・ゲージと共に「マサチューセッツ工科大学の歌」（Sons of M.I.T.)を制作する。

## 日本への影響

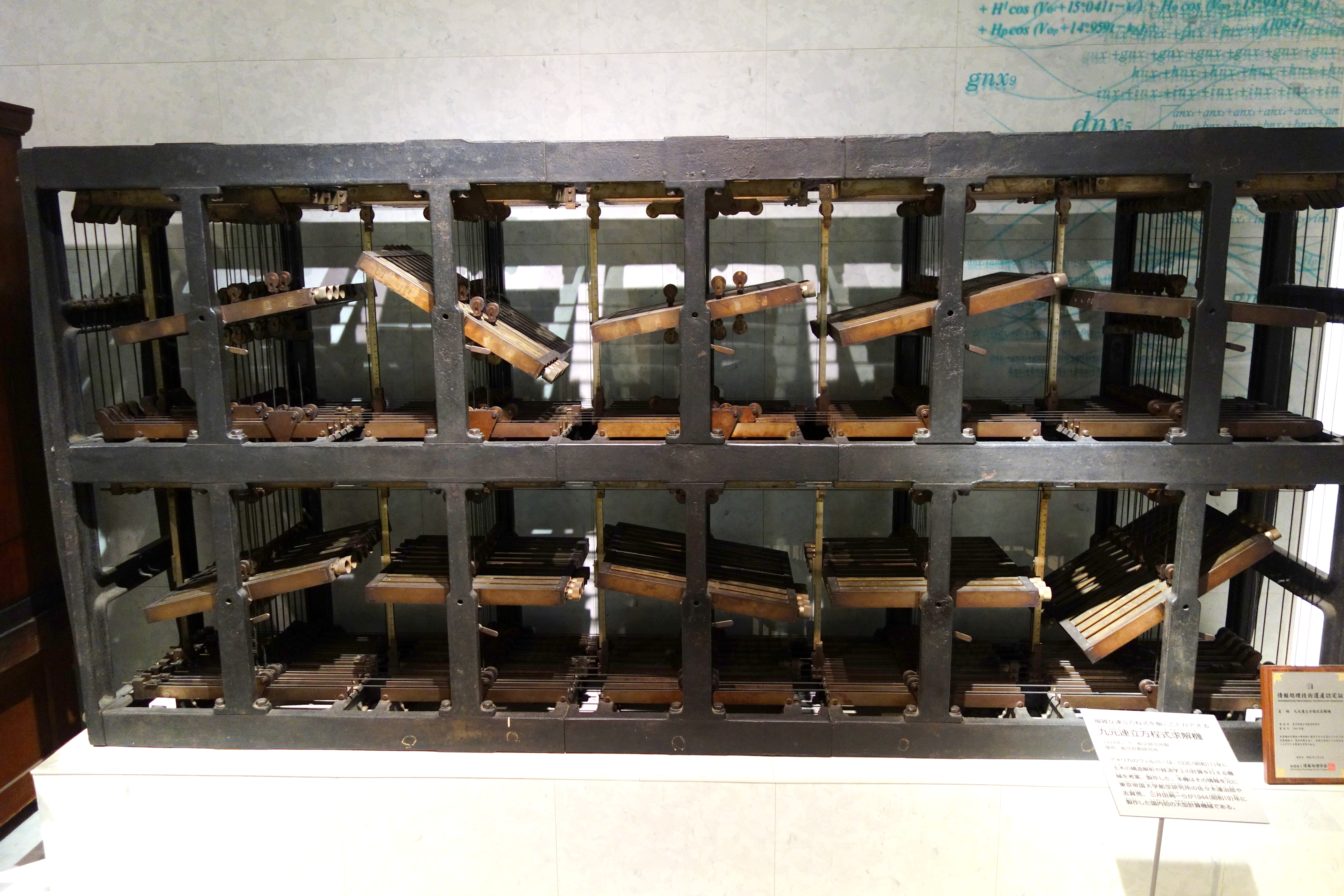
東京帝国大学航空研究所が製造した九元連立方程式求解機（国立科学博物館の展示）

日本ではウィルバーの研究に注視した東京帝国大学航空研究所の佐々木達治郎・志賀亮・三井田純一らによって、ウィルバー式・連立方程式求解機の研究がなされた。開発当初では3元連立の一次方程式を解くことから研究が始められ、1944年(昭和19年)頃には9元立の連立一次方程式を解くまでになり、日本で初の大型計算機が完成した。なおウィルバーの開発したオリジナルの計算機は現存しないが、日本で作られたウィルバー式・連立方程式求解機は、国立科学博物館の常設展で展示されている。